# Lijst van burgemeesters van Limmen
Dit is een lijst van burgemeesters van de voormalige Nederlandse gemeente Limmen in de provincie Noord-Holland. 

Deze gemeente ontstond per 1 mei 1817 als afsplitsing van de toenmalige gemeente Heiloo.
Op 1 januari 2002 fuseerde Limmen met Castricum en Akersloot tot de nieuwe gemeente Castricum.
| Ambtsperiode      | Naam burgemeester                             | Leven       | Partij of stroming | Bijzonderheden                                                           |
| ----------------- | --------------------------------------------- | ----------- | ------------------ | ------------------------------------------------------------------------ |
| 1822 - 1834       | Jacob Weldijk                                 |             |                    | schout/burgemeester                                                      |
| 1835 - 1840       | mr. Matthijs Hendrik Weldijk, heer van Limmen |             |                    |                                                                          |
| 1840 - 1849       | Pieter Vennik                                 | 1776 - 1853 |                    |                                                                          |
| 1850 - 1852       | A. de Bie Wzn.                                |             |                    |                                                                          |
| 1852 - 1854       | Jhr.mr. G.C. Fontein Verschuir                | 1815 - 1875 |                    | tevens burgemeester van Heiloo (1841-1854)                               |
| 1854 - 1883       | Pieter Lucius Wentholt                        | 1822 - 1883 |                    | in dezelfde periode tevens burgemeester van Heiloo                       |
| 1883 - 1896       | Mr. H.F. de Wildt                             | 1853 - 1896 |                    | in dezelfde periode tevens burgemeester van Heiloo                       |
| 1897 - 1901       | Mr. G. Schimmelpenninck                       | 1864 - 1950 |                    |                                                                          |
| 1901 - 1906       | Jhr. J.L. Nahuys                              | 1870 - 1928 |                    |                                                                          |
| 1906 - 1912       | Schotto (S.G.L.F.) baron van Fridagh          | 1878 - 1959 |                    |                                                                          |
| 1912 - 1950       | J.J. Nieuwenhuijsen                           | 1885 - 1955 |                    |                                                                          |
| 1950 - 1966       | S.H.J. Bosma                                  | 1901 - 1993 |                    |                                                                          |
| 1 mei 1966 - 1985 | Nico (N.A.J.) Molhoek                         | 1931 - 2019 | KVP / CDA          | Voorafgaand, sinds 1 april 1962, gemeentesecretaris van Geertruidenberg. |
| 1985 - 1989       | Nico (N.P.M.) Schoof                          | *1947       | D66                | Waarnemend.                                                              |
| 1989 - 1990       | Henk (H.) van 't Kaar                         | 1936 - 2007 | VVD                | Waarnemend.                                                              |
| 1990 - 2000       | Ed (E.J.Th.M.) Huisman                        | 1944 - 2004 | CDA                |                                                                          |
| 2001 - 2002       | Henk (H.) van 't Kaar                         | 1936 - 2007 | VVD                | Waarnemend.                                                              |